# Enrique Hernández y Gil de Tejada
Enrique Hernández y Gil de Tejada (f. 1893) fue un periodista español.

## Biografía
Redactor y director de los periódicos madrileños El Español (1865-1868), Los Tiempos, La Política y El Imparcial. En este último diario trabajó durante veintidós años (1871-1893) y escribió unas "Misceláneas políticas", a las que Kasabal describe como «esos epigramas en prosa que condensan con una frase oportuna, con un chiste ingenioso, el movimiento político y que vino á suceder, después de la Revolución de Septiembre, á la polémica amazacotada de los artículos doctrinales». Falleció el 14 de enero de 1893.